# Parte di me
Parte di me è un singolo del cantautore italiano Francesco Sarcina, pubblicato il 28 agosto 2015 come secondo estratto dal secondo album in studio Femmina.

## Video musicale
Il videoclip, diretto da Giacomo Triglia e girato all'Istituto Santa Margherita di Roma, è stato pubblicato il 28 agosto 2015 sul canale Vevo-YouTube del cantante.